# Óscar Varona
Óscar Varona Varona (Camagüey, 22 luglio 1949) è un ex cestista cubano.

## Carriera
Con Cuba ha disputato due edizioni dei Giochi olimpici (Monaco 1972, Montréal 1976) e due dei Campionati mondiali (1970, 1974).